# Zibal
Zibal eller Zeta Eridani (ζ Eridani, förkortat Zeta Eri, ζ Eri)  som är stjärnans Bayerbeteckning, är en dubbelstjärna belägen i den norra delen av stjärnbilden Eridanus. Den har en skenbar magnitud på 4,80 och är synlig för blotta ögat där ljusföroreningar ej förekommer. Baserat på parallaxmätning inom Hipparcosuppdraget på ca 29,7 mas, beräknas den befinna sig på ett avstånd på ca 110 ljusår (ca 34 parsek) från solen.

## Nomenklatur
Zeta Eridani har det traditionella namnet Zibal. År 2016 organiserade Internationella astronomiska unionen en arbetsgrupp för stjärnnamn (WGSN) med uppgift att katalogisera och standardisera riktiga namn för stjärnor. WGSN fastställde namnet Zibal för denna stjärna den 12 september 2016 och som nu är inskrivet i IAU:s Catalog of Star Names.

## Egenskaper
Primärstjärnan Zeta Eridani A är en blå till vit stjärna i huvudserien av spektralklass kA4hA9mA9V, en notering som anger att detta är en huvudseriestjärna med styrka hos spektrets absorptionslinje för Ca-II K (k) motsvarande en A4-stjärna, och vätelinjerna (h) och metallinjerna (m) som för en A9-stjärna. Den har en massa som är ca 85 procent större än solens massa, en radie som är ca 10 gånger större än solens och utsänder från dess fotosfär ca 10 gånger mera energi än solen vid en effektiv temperatur på ca 7 575 K.
Zibal är en enkelsidig spektroskopisk dubbelstjärna med en omloppsperiod på 17,9 dygn och en excentricitet på 0,14. Den visar ett statistiskt signifikant överskott av infraröd strålning med en våglängd av 70 μm. Detta anger närvaro av en omkretsande stoftskiva. Stoftets temperatur är 70 K, vilket anger ett orbitalavstånd på 31 AE. Den har en beräknad massa på ca 0,26 procent av jordens massa.